# Limmen-Nationalpark
Der Limmen-Nationalpark (engl. Limmen National Park) liegt in der Roper Gulf Region im Northern Territory von Australien, etwa 305 Kilometer südöstlich von Katherine und 75 Kilometer nordwestlich von Borroloola entfernt. Er umfasst rund 9608,46 Quadratkilometer. Er wurde am 17. Juli 2012 zum Nationalpark erklärt.

## Allgemeines
Der Park liegt sehr isoliert. Er weist in weiten Bereichen eine felsige Landschaft mit verwitterten Sandsteinformationen auf, die einen spektakulären Anblick bilden und von alluvialen Tälern durchzogen wird. Obwohl der Park bedeutende Möglichkeiten zur Erholung bietet, ist der Zugang zu ihm recht schwierig, was zur Erhaltung des isolierten und ursprünglichen Charakters des Schutzgebietes beigetragen hat.
Besonders sehenswert sind die Sandsteinformationen, die häufig turm- und domförmig entstanden sind und als lost cities oder aufgegebene Ortschaft bezeichnet werden.
Klimatisch gesehen liegt der Nationalpark in einer Übergangszone zwischen den feuchten Tropen und trockeneren Gebieten. Die durchschnittlich 800 Millimeter Regenfälle sind vor allem in der Zeit von Dezember bis April zu verzeichnen. Vor der Regenzeit können Temperaturen von über 40 °C erreicht werden.

## Tourismus
Im Park gibt es die Möglichkeit zum Camping, Rast- und Grillplätze sowie Toiletten sind vorhanden. Wegen der Größe des Gebiets und seiner Abgeschiedenheit sind gute Planung und Vorbereitung erforderlich, zumal Wege im Park auch zeitweilig gesperrt sein können. Das Schwimmen in den Gewässern des Nationalparks ist wegen der dort lebenden Krokodile fast überall nicht gestattet.